# Plaine du Gharb
Pour les articles homonymes, voir Gharb.

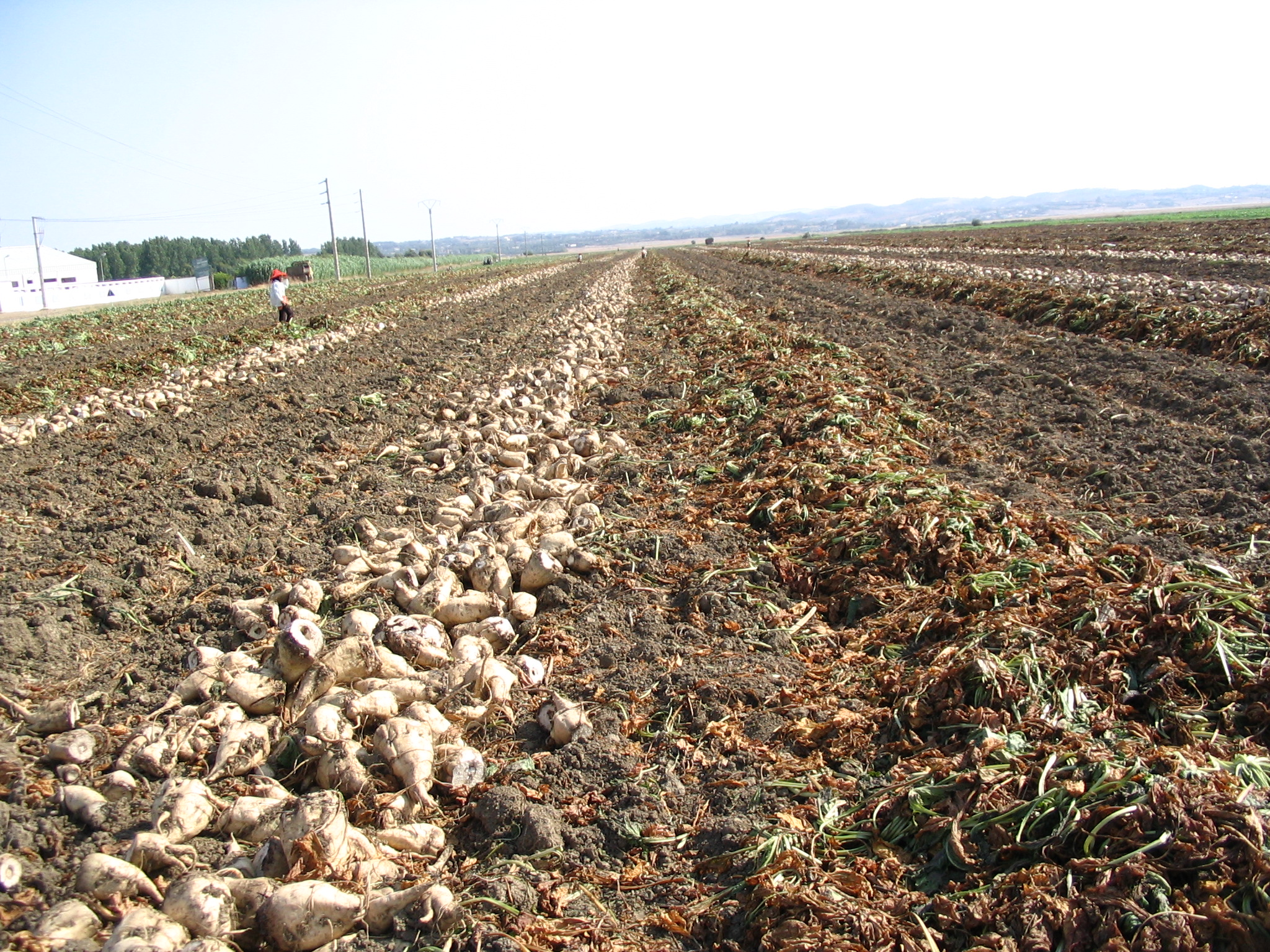
Culture de betteraves à sucre sur les grands champs plats de la plaine.

Le Gharb (parfois Rharb, les deux étant des transcriptions de l'arabe غرب ouest) est une région historique et géographique du nord du Maroc. Il s'agit d'une grande plaine, d'une étendue d'environ huit mille kilomètres carrés au nord du pays, au nord-est de Rabat et nord-ouest de Meknès, bordée par l'océan Atlantique et les collines du pré-Rif.

## Description
La plaine est très plate, avec une élévation entre 4 et 25 m. Elle est sillonnée par les cours de l'oued Sebou et pendant les crues hivernales voit la formation de marais passagers.
Le Gharb est une région pour la production du riz, des sucres (canne et betteraves) et du tabac, irrigués par un ensemble de conduits. Elle compte aussi des zones boisées et leurs industries associées.
Elle inclut les villes de Ksar el-Kébir, Sidi Kacem, Sidi Slimane et vers la côte atlantique Kénitra, chef-lieu de l'ancienne région Gharb-Chrarda-Beni Hssen. Le Gharb se trouve au cœur du réseau ferré marocain. La ville de Sidi Kacem en était la plaque tournante traditionnelle jusqu'à la construction d'un raccord entre Sidi Yahya el-Gharb et Mechra Bel Ksiri.

## Histoire
Trois établissements de la culture campaniforme du milieu du IIIe millénaire av. J.-C. ont été découverts, regroupés le long de la côte sur les sols légers des dunes fossiles entourant l'actuelle plaine du Gharb, qui aurait pu être à cette époque une lagune.